# Jean Tricou
Jean Tricou est un numismate français, né à Lyon le 13 septembre 1890 et mort le 27 janvier 1977 dans la même ville. Il était conservateur des médailles au Musée des beaux-arts de Lyon.

## Biographie
Fils, petit-fils et arrière-petit-fils de notaire, il fut notaire lui-même, mais consacra à l’érudition tout le temps que lui laissait son étude. Il fit ses premières armes dans la numismatique initié par son père Georges Tricou, puis sa curiosité s’étendit à l'héraldique, à la sigillographie, et à l'histoire de Lyon. Jean Tricou a laissé une œuvre abondante, fondée sur une énorme documentation de références bibliographiques et d'archives, dont il avait commencé la publication sous le titre d'Armorial et répertoire lyonnais : sept volumes seulement paraîtront avant sa mort, des lettres A à DAT. Le fonds Jean Tricou est déposé aux Archives municipales de Lyon sous la cote 15II, il est consultable sur microfiches.
En 1921, il est élu membre de l'académie des Sciences, Belles-Lettres et Arts de Lyon.

## Publications
- Armorial de la Généralité de Lyon, 1958-1960
- Armorial et répertoire lyonnais..., 1965-1976
- Médailles Lyonnaises du XVe au XVIIIe siècle, 1958
- Numismatique des corporations, des métiers et du commerce lyonnais de l'ancien régime, 1957
- Les Jetons consulaires de Lyon, 1955
- Jetons armoriés offerts par la ville de Lyon aux XVIIe et XVIIIe siècles, 1947
- Jetons armoriés de personnages lyonnais, 1942
- Méreaux et jetons armoriés des églises et du clergé lyonnais, 1926
- Le Plâtre St-Esprit de Lyon, 1920.
- La chronique lyonnaise de Jean Guéraud, 1536-1562, Lyon, Badiou-Amant, 1929
- Les enfants de la ville, Lyon, Audin, 1938
- Les Valentin, Lyon, Badiou-Amant, 1944
- Benoît du Troncy, notaire, secrétaire de la Ville, ligueur et écrivain lyonnais, Lyon, Albums du Crocodile, 1953

## Hommage
La ville de Lyon prend l’initiative de donner, en 1986, son nom à un square du 5e arrondissement de Lyon.

### Armoiries
Blasonnement : D'azur au chevron d'or accompagné de trois roses d'argent, une fasce du même chargée de trois molettes d'éperons de sable brochant sur le tout.